# Okręg wyborczy South Nottinghamshire
Okręg wyborczy South Nottinghamshire powstał w 1832 r. i wysyłał do brytyjskiej Izby Gmin dwóch deputowanych. Okręg obejmował południową część hrabstwa Nottinghamshire. Został zlikwidowany w 1885 r.

## Deputowani do brytyjskiej Izby Gmin z okręgu South Nottinghamshire
- 1832–1846: Henry Pelham-Clinton, hrabia Lincoln, Partia Konserwatywna
- 1832–1837: Evelyn Denison, wigowie
- 1837–1849: Lancelot Rolleston
- 1846–1852: Thomas Thornton-Hildyard
- 1849–1851: Robert Bromley
- 1851–1874: William Hodgson Barrow
- 1852–1860: Sydney Pierrepont, wicehrabia Newark, Partia Konserwatywna
- 1860–1868: George Stanhope, lord Stanhope
- 1868–1885: Thomas Thornton-Hildyard
- 1874–1885: George Storer